# Meta Davis Cumberbatch
Meta Davis Cumberbatch MBE (sinh ngày 4 tháng 5 năm 1900, mất ngày 29 tháng 12 năm 1978) là một nghệ sĩ piano, nhà soạn nhạc, nhà thơ, nhà viết kịch và nhà hoạt động văn hóa sinh ra ở Trinidad, bà đã dành phần lớn cuộc đời ở Bahamas, nơi bà được biết đến như là "Mẹ của nghệ thuật". Tại lễ kỷ niệm năm 2014 độc lập tại Nassau, bà được vinh danh là một "chiến binh văn hóa" của Bahamia.

## Tiểu sử
Meta Davis sinh ra tại  San Fernando, Trinidad, vào ngày 4 tháng 5 năm 1900, là con của James Augustus Davis và Ruth O'Neill Davis, cả hai đều đến từ Saint Vincent và Grenadines. Sau khi theo học trường Trinity Girls và trường trung học Bishop Anstey ở Port of Spain, Meta và hai em gái Beryl và Kathleen được cha mẹ gửi đến Anh năm 1919 với ý định học y tại Đại học Bristol. Tuy nhiên, Meta chuyển từ việc học y đến học tại Học viện Âm nhạc Hoàng gia, nơi bà được đào tạo thành một nghệ sĩ dương cầm hòa nhạc và cuối cùng giành được sự ca ngợi trên sân khấu của Wigmore Hall, Luân Đôn và Carnegie Hall ở Wigmore Hall tại New York, cũng như khắp châu Âu và vùng Caribê.
Năm 1923, bà kết hôn với đồng nghiệp người Trinidad Tiến sĩ Roland Cumberbatch, và sau khi ông chấp nhận một công việc thông qua Dịch vụ Y tế Thuộc địa vào năm 1926, hai người định cư tại Bahamas, và giúp xây dựng đất nước và trở thành một phần những người da đen chuyên phản đối phân biệt chủng tộc.